# Rhodosciadium tolucense
Rhodosciadium tolucense là một loài thực vật có hoa trong họ Hoa tán. Loài này được (Kunth) Mathias miêu tả khoa học đầu tiên năm 1936.